# ريما الأعور
ريما الأعور هي ممثلة صوت لبنانية.

## فيلموغرافيا

### أفلام
- قلبا وقالبا - عاملة الغفلة
- مريم المقدسة

### مسلسلات لايف أكشن
- ثانوية الاستخبارات
- المختار الثقفي - نارية
- يوسف الصديق - نفرتيتي
- صغيرتي الغالية - ديانا